# Barbara Harris
Barbara Harris, född 25 juli 1935 i Evanston, Illinois, död 21 augusti 2018 i Scottsdale, Arizona, var en amerikansk skådespelare. 

## Biografi
Som tonåring började Barbara Harris spela mindre roller på Playwrights Theatre Club i Chicago. Hennes teaterkarriär ledde till att hon tilldelades Tony Award 1967 för sin insats i The Apple Tree. Hon var även nominerad till priset 1962 och 1966. Insatserna på filmduken ledde till att hon nominerades till en Oscar 1972, Golden Globe 1966, 1976 och 1977 (2 nomineringar) samt Golden Laurel 1966.

## Filmografi

### Filmer
- 1965 – Nick – akta dej för arbete – doktor Sandra "Sandy" Markowitz
- 1967 – Åh pappa, stackars pappa - mamma har hängt dig i garderoben och jag känner mig så ledsen – Rosalie
- 1971 – Plaza svit – Muriel Tate
- 1971 – Vem är Harry Kellerman ... – Allison Densmore
- 1972 – Ungkarlsdrömmen – Theresa Alice Kozlenko
- 1974 – Mixed Company – Kathy Morrison
- 1975 – Nashville – Albuquerque
- 1976 – Arvet – Blanche Tyler
- 1976 – Åh, vilken fredag – Ellen Andrews
- 1978 – Movie Movie – Trixie Lane
- 1979 – North Avenue – Vickie
- 1979 – Maktspelet – Ellie Tynan
- 1981 – Begagnade hjärtan – Dinette Dusty
- 1986 – Peggy Sue gifte sig – Evelyn Kelcher
- 1987 – Befriarna – Bills mamma
- 1988 – Rivierans guldgossar – Fanny Eubanks
- 1997 – Även en lönnmördare behöver en träff ibland – Mary Blank

### TV-serier
- 1961 – Alfred Hitchcock presenterar – Beth, 1 avsnitt

## Teater

### Roller
| År   | Roll                                    | Produktion                                    | Regi         | Teater                         |
| ---- | --------------------------------------- | --------------------------------------------- | ------------ | ------------------------------ |
| 1966 | Eva Prinsessan Barbára Ella Passionella | The Apple Tree Jerry Bock och Sheldon Harnick | Mike Nichols | Shubert Theatre, New York, USA |

## Utmärkelser
- 1967 – Tony Award, bästa kvinnliga skådespelare i musikal för The Apple Tree